# تلدرماتولوژی

## تله درماتولوژی

### تشخیص و درمان بیماری‌های پوستی از راه دور
بیماری‌های پوستی یکی از تخصص‌های بالینی که به خاطر ماهیت بصری در تشخیص‌ها، یکی از حوزه‌های مناسب برای کاربرد پزشکی از راه دور و نیز فرصتی برای تغییر و دگرگون ساختن شیوه سنتی ارتباط پزشک و بیمار قلمداد می‌گردد.از طرفی بیماری‌های پوستی در بیشتر موارد اختلالات مزمنی هستند که نیازمند صرف زمان زیاد برای دریافت مراقبت، پیگیری درمان و همچنین افزایش هزینه‌ها می‌باشد. بدون توجه به به کارگیری در محیط‌ها و وضعیت‌های مختلف، تله درماتولوژی نشانگر سودمندی و پتانسیل بزرگ در تحول و تغییر در ارائه خدمات مبحث امراض پوستی، به خصوص در مناطق محروم و دورافتاده در سراسر دنیا می‌باشد.از جمله مزایای آن نیز می‌توان به افزایش دسترسی به خدمات تخصصی پوستی، کاهش ارجاع‌ات بالینی غیرضروری، کاهش مسافرت‌ها، کاهش هزینه‌های درمانی و در نتیجه رضایتمندی کاربران اشاره کرد. 

تله درماتولوژی (تشخیص بیماری‌های پوستی از راه دور ) 
یکی از زمینه‌های  تخصصی در رشته درماتولوژی و از رایج‌ترین روش‌های پزشکی از راه دور است. در تله درماتولوژِی از تکنولوژی‌های مخابراتی برای ارتباط داده‌ای و مبادلهٔ اطلاعات پزشکی شامل تصاویر ثابت یا ویدئویی و یا اطلاعات نوشتاری مربوط به وضعیت های پوستی بیماران یا افراد عادی استفاده می‌شود. پیشرفت‌های کنونی در فناوری اطلاعات و ارتباطات از راه دور سبب ایجاد تحول در بیش‌تر جنبه‌های زندگی انسان شده‌است. این تغییرات بر نحوه ارائه مراقبت‌های بهداشتی و علم پزشکی نیز تأثیر قابل توجهی داشته و موجب ایجاد نیازهای جدید و به دنبال آن درخواست خدمات جدیدتر در این حوزه گردیده است.پزشکی از راه دور پزشکی از راه دور (Telemedicine) حوزه جدیدی در علم پزشکی است که از فناوری نوین ارتباطات از راه دور، به منظور تبادل اطلاعات پزشکی استفاده می‌کند. 
هدف اصلی از کاربرد این فناوری فراهم آوردن خدمات مراقبتی و بهداشتی در زمانی است که بین دو گروه خدمات گیرنده و خدمات دهنده فاصله زمانی یا مکانی یا هر دو وجود داشته باشد. به‌طور کلی فناوری پزشکی از راه دور در اشکال مختلف از جمله مشاوره از راه دور، آموزش از راه دور، مراقبت در منزل از راه دور، رادیولوژی از راه دور، جراحی از راه دور و غیره قابل استفاده می‌باشد. در کشورهای در حال توسعه مانند ایران و با استفاده از امکانات فعلی می‌توان در هر نقطه‌ای از کشور با استفاده از اینترنت به حجم قابل توجهی از اطلاعات و راهنمایی‌ها در زمینه بهداشت و درمان دست یافت. به عنوان مثال، می‌توان با تجهیز خانه‌های بهداشت روستایی در سطح کشور، حتی دورافتاده‌ترین نقاط را تحت پوشش قرار داد و با ارائه آموزش‌های لازم به بهورزان این مراکز، مشاوره‌ها و دستورالعمل‌های لازم را از پزشکان دریافت کرده و به کار بست.
ارائه اطلاعات قابل استفاده و مرتبط با مشکل بیمار و فراهم آوردن امکان مشاوره با پزشک و دریافت راهنمایی‌ها و دستورالعمل‌های لازم جهت درمان با بهره‌گیری از امکانات ارتباطی جدید و به صورت غیرحضوری، خدماتی است که اکنون حتی در منزل و بدون مراجعه حضوری به پزشک نیز امکان‌پذیر می‌باشد. بنابراین، پزشکی از راه دور با کوتاه کردن مسیرهای متعارف موجود هزینه‌های درمانی را به‌طور چشمگیری کاهش می‌دهد. همچنین هزینه‌های جانبی چون مراجعات متعدد به پزشک، هزینه مسافرت‌های درون شهری و برون شهری و حتی بین‌المللی جهت تهیه دارو و درمان‌های مورد نیاز و هزینه‌های اضافی چون اسکان و تغذیه نیز کاهش خواهد یافت.